# Natação nos Jogos Paralímpicos de Verão de 2016 – 100 metros costas masculino S7
A disputa de 100 metros costas masculino S7 da natação nos Jogos Paralímpicos de Verão de 2016 ocorreu no primeiro dia de jogos, 8 de setembro no Estádio Aquático Olímpico. O ucraniano Ievgenii Bogodaiko foi o medalhista de ouro da competição.

## Resultado
| Ranking | Nadador            | País             | Tempo   |
| ------- | ------------------ | ---------------- | ------- |
| 1       | Ievgenii Bogodaiko | UKR Ucrânia      | 1:10.55 |
| 2       | Jonathan Fox       | GBR Grã-Bretanha | 1:10.78 |
| 3       | Ítalo Pereira      | BRA Brasil       | 1:12.48 |
| 4       | Marian Kvasnytsia  | UKR Ucrânia      | 1:13.42 |
| 5       | Dino Sinovcić      | CRO Croácia      | 1:14.49 |
| 6       | Nan Gao            | CHN China        | 1:15.67 |
| 7       | Matias de Andrade  | ARG Argentina    | 1:16.43 |
| 8       | Guillermo Marro    | ARG Argentina    | 1:17.62 |